# Elkin Calle
Elkin Calle (Medellín, Antioquia, Colombia; 26 de mayo de 1980) es un exfutbolista colombiano. Jugaba como defensor y su último equipo fue el Cúcuta Deportivo de Colombia.

## Clubes
| Club                   | País      | Año         |
| ---------------------- | --------- | ----------- |
| Atlético Nacional      | Colombia  | 1998 - 2004 |
| Envigado F. C.         | Colombia  | 2004        |
| Tiro Federal           | Argentina | 2005        |
| Envigado F. C.         | Colombia  | 2005        |
| Atlético Huila         | Colombia  | 2006        |
| Envigado F. C.         | Colombia  | 2006        |
| Deportivo Pereira      | Colombia  | 2007        |
| Independiente Medellín | Colombia  | 2007 - 2008 |
| Deportivo Cali         | Colombia  | 2008 - 2010 |
| Once Caldas            | Colombia  | 2011        |
| Atlético Nacional      | Colombia  | 2012 - 2015 |
| Cúcuta Deportivo       | Colombia  | 2015        |

### Resumen estadístico
| País / Equipo       | Partidos | Goles' |
| ------------------- | -------- | ------ |
| Selección Colombia  | 4        | 0      |
| Atlético Nacional   | 337      | 13     |
| Deportivo Cali      | 64       | 3      |
| Once Caldas         | 56       | 1      |
| DIM                 | 46       | 1      |
| Deportivo Pereira   | 20       | ?      |
| Atlético Huila      | 18       | ?      |
| Cúcuta Deportivo    | 12       | 0      |
| Envigado FC         | 8        | ?      |
| Tiro Federal        | 6        | 0      |
| Total en su carrera | 571      | 18     |

## Palmarés

### Campeonatos nacionales
| Título                | Club              | País     | Año  |
| --------------------- | ----------------- | -------- | ---- |
| Primera División      | Atlético Nacional | Colombia | 1999 |
| Copa Colombia         | Deportivo Cali    | Colombia | 2010 |
| Superliga de Colombia | Atlético Nacional | Colombia | 2012 |
| Copa Colombia         | Atlético Nacional | Colombia | 2012 |
| Torneo Apertura       | Atlético Nacional | Colombia | 2013 |
| Copa Colombia         | Atlético Nacional | Colombia | 2013 |
| Torneo Finalización   | Atlético Nacional | Colombia | 2013 |
| Torneo Apertura       | Atlético Nacional | Colombia | 2014 |

### Copas internacionales
| Título          | Club              | País     | Año  |
| --------------- | ----------------- | -------- | ---- |
| Copa Merconorte | Atlético Nacional | Colombia | 2000 |